# Zasłonak morelowy

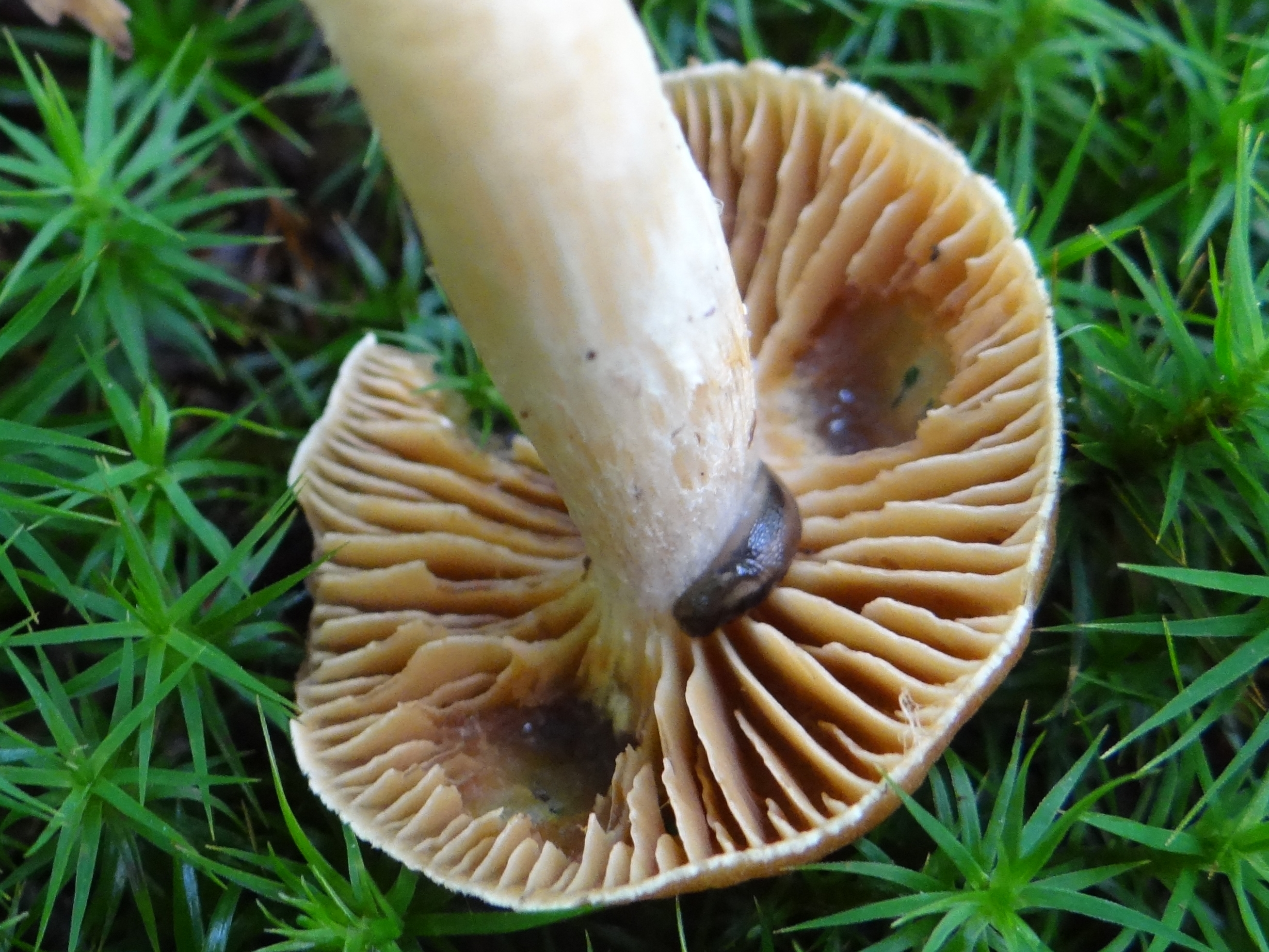

Zasłonak morelowy (Cortinarius armeniacus (Schaeff.) Fr.) – gatunek grzybów należący do rodziny zasłonakowatych (Cortinariaceae).

## Systematyka i nazewnictwo
Pozycja w klasyfikacji według Index Fungorum: Cortinarius, Cortinariaceae, Agaricales, Agaricomycetidae, Agaricomycetes, Agaricomycotina, Basidiomycota, Fungi.
Po raz pierwszy takson ten zdiagnozował w roku 1774 Jacob Christian Schäffer, nadając mu nazwę Agaricus armeniacus. Obecną, uznaną przez Index Fungorum nazwę nadał mu w roku 1838 Elias Magnus Fries, przenosząc go do rodzaju Cortinarius.
Niektóre synonimy nazwy naukowej:
- Agaricus armeniacus Schaeff. 1774
- Cortinarius armeniacus (Schaeff.) Fr. 1838, var. armeniacus
- Cortinarius armeniacus var. badius Soop 1993
- Hydrocybe armeniaca (Schaeff.) Wünsche 1877

Polską nazwę nadał Andrzej Nespiak w 1981 r.

## Morfologia
Kapelusz
Średnica 3–7 cm, kształt u młodych owocników stożkowaty, później łukowaty, w końcu rozpostarty z tępym garbem. Brzeg kapelusza jest gładki, ostry, początkowo podwinięty. U młodych owocników zwisają z niego pozostałości białej zasnówki. Kapelusz jest słabo higrofaniczny. W stanie wilgotnym ma barwę intensywnie pomarańczowobrązową, w stanie suchym ochrowożółtą. Młode owocniki często są białawe.
Blaszki
Wąsko przyrośnięte, szerokie. U młodych owocników są jasnoochrowobrązowe, u starszych rdzawobrązowe. Na ostrzach znajdują się delikatne, białawe włókna.
Trzon
Wysokość 4–9 cm, grubość 7–14 mm, kształt walcowaty lub maczugowaty, u podstawy maczugowato poszerzony do 25 mm. Jest pełny i sprężysty. Powierzchnia początkowo jasnobrązowa z delikatnymi, białymi włókienkami, później naga.
Miąższ
Cienki, o barwie od białawej do jasnobrązowej. Smak łagodny, zapach owocowy.
Gatunki podobne
Zasłonak nerkowaty (Cortinarius renidens). Ma podobne ubarwienie, ale jest bardziej higrofaniczny i na trzonie posiada resztki żółtej zasnówki.

## Występowanie i siedlisko
Występuje w Ameryce Północnej i w Europie. W Polsce podano wiele stanowisk, najbardziej aktualne podaje internetowy atlas grzybów. Znajduje się w nim na liście gatunków zagrożonych i wartych objęcia ochroną.
Grzyb naziemny występujący w lasach iglastych i mieszanych na kwaśnych glebach, szczególnie pod świerkami. Owocniki wytwarza od sierpnia do listopada.

## Znaczenie
Grzyb mykoryzowy współżyjący z drzewami. W niektórych atlasach grzybów jest uważany za grzyb niejadalny, w Rosji jednak jest grzybem jadalnym.